# Pandanus welwitschii
Pandanus welwitschii är en enhjärtbladig växtart som beskrevs av Alfred Barton Rendle. Pandanus welwitschii ingår i släktet Pandanus och familjen Pandanaceae.
Artens utbredningsområde är Angola. Inga underarter finns listade.